# Заскаље
Заскаље (слч. Záskalie) насељено је мјесто са административним статусом сеоске општине (слч. obec) у округу Повашка Бистрица, у Тренчинском крају, Словачка Република.

## Становништво
| Година:    | 1994. | 2004.   | 2014.   | 2024.    |
| ---------- | ----- | ------- | ------- | -------- |
| Број људи: | 194   | 185     | 178     | 223      |
| Разлика:   |       | -4,63 % | -3,78 % | +25,28 % |

| Година:    | 2023. | 2024.   |
| ---------- | ----- | ------- |
| Број људи: | 215   | 223     |
| Разлика:   |       | +3,72 % |

Према подацима о броју становника из 2024. године насеље је имало 223 становника.